# Ulricehamns samrealskola och kommunala gymnasium
Ulricehamns samrealskola och kommunala gymnasium var ett läroverk i Ulricehamn verksamt från 1914 till 1968.

## Historia
Skolan föregicka av en skola från 1700-talet Ulricehamns trivialskola/Ulrciehamns pedagogi. Denna skola föregick av en högre folkskola, startad 1894, som 1914 ombildades till en kommunal mellanskola som från 1929 ombildades till en samrealksola från 1959 med ett kommunalt gymnasium. 
Skolan kommunaliserades 1966 och namnändrades då till Stenbocksskolan där gymnasiet 1970 utflyttades till Tingsholmsgymnasiet. Studentexamen gavs från 1962 till 1968 och realexamen från 1915 till 1973.
En ny skolbyggnad uppfördes mellan 1961 och 1963ö
I Ulricehamnn fanns till 1 juli 1893 en pedagogi.